# Croteam

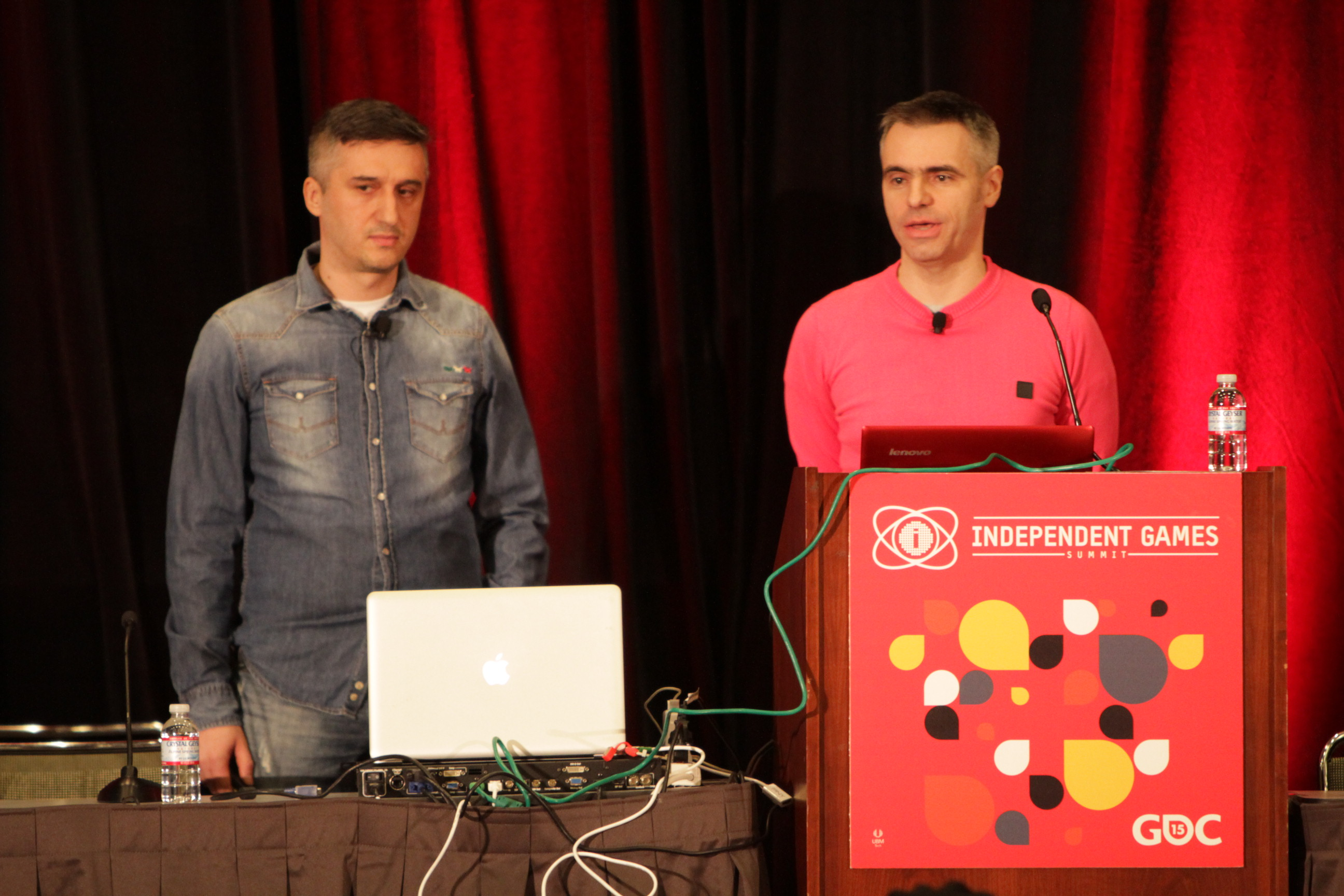
Alen Ladavac, dyrektor techniczny Croteam (po prawej) i dyrektor ds. technicznych Davor Hunski (po lewej)

Croteam – chorwacki zespół twórców gier komputerowych z siedzibą w Zagrzebiu, stolicy Chorwacji.
Zespół Croteam był początkowo bardzo małym producentem gier (1993). Od tego czasu nieustannie angażował się w tworzenie gier komputerowych. W latach 1993–1995, Croteam wyprodukował trzy gry na różne platformy: Football Glory (PC, Amiga), 5-A-Side Soccer (Amiga) i Save the Earth (Amiga 4000). Wraz z wydaniem Football Glory Croteam mocno zaprezentował się na europejskim rynku gier (głównie brytyjskim i niemieckim), a jego produkty były dobrze odbierane. Od 1995 roku Croteam pracował wyłącznie nad grami na PC.
W 2001 roku Croteam ukończył dwa swoje produkty: Serious Sam (first person shooter) i Serious Engine (silnik 3D napędzający Serious Sama). Serious Sam i Serious Engine to dwa produkty, które pomogły Croteamowi zaistnieć na światowym rynku gier i nawiązać kontakty z innymi wydawcami.
Od światowej premiery Serious Sama w marcu 2001, Croteam kojarzony jest z projektowaniem gier akcji oraz technologią Serious Engine.

## Produkty
- Football Glory (Fussball Total!) – footballowa gra akcji, wyprodukowana na PC, Amigę 500, Amigę 1200 i Amigę 4000. Wersja angielska była wydana w 1994 roku przez Black Legend/Kompart UK Ltd. (UK) a niemiecka o nazwie Fussball Total! została wydana w 1995 roku przez Black Legend GmbH (Niemcy. Football Glory została świetnie odebrana przez graczy i czasopisma brytyjskie. Wersja na Amigę zebrała 95% w piśmie CU Amiga i otrzymała CU Amiga ScreenStar Gold Award. Otrzymała również 90% w Amiga Action. Wersja na PC uzyskała 85% w niemieckim piśmie PC Joker i 81% w angielskim piśmie PC Attack.
- 5-A-Side Soccer – halowa piłka nożna, otrzymała drugą nagrodę w 1998 Enix Game Contest, wydana na Amigę 500, 1200 i 4000.
- Save The Earth – mała gra TV, wyprodukowana specjalnie dla programu Turbo Limach Show w Państwowej Telewizji Chorwackiej, pokazywanym przez cały rok 1996, napisana na Amigę 4000 z całkowitym wsparciem sprzętowym.
- Serious Sam – seria gier FPS na PC, z których pierwsza gra miała premierę w USA w marcu 2001, a w Europie w kwietniu 2001, wydana przez Gathering of Developers/Take2.
- Serious Engine – silnik 3D napędzający Serious Sama, także zarejestrowany do roku 2000.
- The Talos Principle – gra logiczna wydana w 2014.
- Scum – gra survivalowa.